# Meridiani Collezione
I Meridiani Collezione sono una collana editoriale pubblicata da Mondadori.

## Storia
La collana nacque nel 2005 come pubblicazione allegata ad alcuni periodici Mondadori (Chi, Donna Moderna, Grazia, Panorama, TuStyle e TV Sorrisi e Canzoni). Il progetto iniziale prevedeva 30 titoli, poi divenuti 77 alla chiusura nel 2007, proposti al prezzo di 12,90 euro.
I volumi si presentano esteriormente molto simili a I Meridiani: medesimo formato, medesimi materiali e colori, il classico cofanetto in cartoncino; unica differenza visibile è una grossa fascia dorata sul dorso con la dicitura "I Meridiani Collezione" e il numero progressivo della serie. A un'analisi più attenta si notano però altre differenze rispetto ai volumi della serie maggiore: le fasce segnaposto non sono in seta e la rilegatura è eseguita non a cucitura ma a colla, inoltre il taglio superiore dei fogli non è di colore blu.
Il successo riscontrato dall'iniziativa portò alla nascita, a fine 2006, di una seconda serie dedicata ai classici greci e latini con testo originale a fronte, chiamata I Classici Collezione (65 volumi pubblicati ad agosto 2008). I volumi si distinguono per il colore rosso acceso della copertina e l'assenza della sovraccoperta trasparente in acetato, mentre restano invariati la doratura sul dorso, il cofanetto in cartoncino (seppure a colori e non in bianco e nero) e il prezzo di 12,90 euro.
In continuità estetica con le precedenti, negli anni successivi furono proposte tre nuove serie: Classici del pensiero (colore verde; da marzo 2008); Classici della storia (colore bordeaux; da agosto 2010); Classici della poesia (colore azzurro; da settembre 2012).

## I Classici Collezione
- 1. Omero, Iliade. ISBN 88-04-56984-0
- 2. Omero, Odissea. ISBN 88-04-56985-9
- 3. Virgilio, Eneide. ISBN 88-04-56986-7
- 4. Eschilo, Le tragedie. ISBN 88-04-56987-5
- 5. Catullo, Properzio, Tibullo, Poesia d'amore latina.[1] ISBN 88-04-56988-3
- 6. Ovidio, Le metamorfosi. ISBN 88-04-56989-1
- 7. Seneca, Lettere morali a Lucilio. ISBN 88-04-56990-5
- 8. Erodoto, Storie, vol. I. ISBN 88-04-56991-3
- 9. Erodoto, Storie, vol. II. ISBN 88-04-56992-1
- 10. Esopo, Fedro, La favola antica.[2] ISBN 88-04-56993-X
- 11. Cesare, Opera omnia, vol. I. ISBN 88-04-56994-8
- 12. Cesare, Opera omnia, vol. II. ISBN 88-04-56995-6
- 13. Orazio, Tutte le opere. ISBN 88-04-56996-4
- 14. Lirici greci. ISBN 88-04-56997-2
- 15. Cicerone, Le Filippiche. ISBN 88-04-57003-2
- 16. Ovidio, Dalla poesia d'amore alla poesia dell'esilio, vol. I.[3] ISBN 88-04-56998-0
- 17. Ovidio, Dalla poesia d'amore alla poesia dell'esilio, vol. II.[3] ISBN 88-04-56999-9
- 18. Euripide, Le tragedie, vol. I. ISBN 88-04-57000-8
- 19. Euripide, Le tragedie, vol. II. ISBN 88-04-57001-6
- 20. Euripide, Le tragedie, vol. III. ISBN 88-04-57002-4
- 21. Petronio, Satiricon. ISBN 88-04-57146-2
- 22. Marziale, Epigrammi. ISBN 88-04-57143-8
- 23. Tucidide, La guerra del Peloponneso, vol. I. ISBN 88-04-57144-6
- 24. Tucidide, La guerra del Peloponneso, vol. II. ISBN 88-04-57145-4
- 25. Menandro e la commedia nuova.[4] ISBN 88-04-57142-X
- 26. Lucrezio, De rerum natura. ISBN 88-04-57282-5
- 27. Esiodo, Opere.[5] ISBN 88-04-57284-1
- 28. Apuleio, L'asino d'oro - Sulla magia. ISBN 88-04-57283-3
- 29. Tacito, Annali, vol. I. ISBN 88-04-57285-X
- 30. Tacito, Annali, vol. II. ISBN 88-04-57286-8
- 31. Sofocle, Le tragedie. ISBN 88-04-57287-6
- 32. Plauto, Commedie, vol. I.[6] ISBN 88-04-57288-4
- 33. Plauto, Commedie, vol. II.[6] ISBN 88-04-57289-2
- 34. Quintiliano, Istituzione oratoria, vol. I. ISBN 88-04-57290-6
- 35. Quintiliano, Istituzione oratoria, vol. II. ISBN 88-04-57291-4
- 36. Persio, Giovenale, La satira.[7] ISBN 978-88-04-57433-0
- 37. Apollonio Rodio, Argonautiche. ISBN 88-04-57432-1
- 38. La letteratura greca, vol. I. ISBN 88-04-57339-2
- 39. La letteratura greca, vol. II. ISBN 88-04-57340-6
- 40. La letteratura latina, vol. I. ISBN 88-04-57341-4
- 41. La letteratura latina, vol. II. ISBN 88-04-57342-2
- 42. Tito Livio, Storia di Roma, vol. I. ISBN 88-04-57576-X
- 43. Tito Livio, Storia di Roma, vol. II. ISBN 88-04-57577-8
- 44. Tito Livio, Storia di Roma, vol. III. ISBN 88-04-57578-6
- 45. Tito Livio, Storia di Roma, vol. IV. ISBN 88-04-57579-4
- 46. Tito Livio, Storia di Roma, vol. V. ISBN 88-04-57580-8
- 47. Cicerone, Opere politiche.[8] ISBN 88-04-57581-6
- 48. Virgilio, Opere minori.[9] ISBN 88-04-57582-4
- 49. Seneca, Teatro, vol. I. ISBN 88-04-57583-2
- 50. Seneca, Teatro, vol. II. ISBN 88-04-57584-0
- 51. Cicerone, Opere morali.[10] ISBN 88-04-57585-9
- 52. Terenzio, Commedie.[11] ISBN 88-04-57586-7
- 53. Cicerone, Opere retoriche.[12] ISBN 88-04-57791-6
- 54. Aristofane, Commedie.[13] ISBN 88-04-57792-4
- 55. Ammiano Marcellino, Storie, vol I. ISBN 978-88-04-57793-5
- 56. Ammiano Marcellino, Storie, vol. II. ISBN 978-88-04-57794-2
- 57. Senofonte, Opere.[14] ISBN 88-04-57795-9
- 58. Sallustio, Cornelio Nepote, Storici latini.[15] ISBN 88-04-57796-7
- 59. Plutarco, Vite parallele, vol. I. ISBN 88-04-57797-5
- 60. Plutarco, Vite parallele, vol. II. ISBN 88-04-57798-3
- 61. Demostene, Orazioni scelte. ISBN 88-04-57959-5
- 62. Arriano, Anabasi di Alessandro. ISBN 88-04-57960-9
- 63. Callimaco, Teocrito, Meleagro, Poeti ellenistici.[16] ISBN 88-04-57961-7
- 64. Luciano di Samosata, Opere scelte.[17] ISBN 88-04-57962-5
- 65. Teofrasto, Anonimo del Sublime, Galeno, Trattatisti greci.[18] ISBN 88-04-57963-3

## I Classici del Pensiero
- 1. Platone, vol. I, Eutifrone - Apologia di Socrate - Critone - Fedone - Assioco - Jone - Menone - Alcibiade - Convito - Parmenide - Timeo - Fedro.
- 2. Platone, vol. II, La repubblica - Gorgia - Protagora - Lettere.
- 3. Aristotele, vol. I, Fisica - Del cielo - Dell'anima - Piccoli trattati di storia naturale - Metafisica.
- 4. Aristotele, vol. II, Etica Nicomachea - Grande Etica - Etica Eudemia - Politica - Trattato sull'economia - Retorica - Poetica.
- 5. Seneca, I dialoghi - Lettere morali a Lucilio.
- 6. Agostino, Le confessioni.
- 7. Erasmo, Elogio della Follia - Colloquia.
- 8. Montaigne, Saggi.
- 9. Bruno, vol. I, La cena de le ceneri - Spaccio de la bestia trionfante - De gli eroici furori.
- 10. Hobbes, Leviatano.
- 11. Cartesio, Discorso sul metodo - Meditazioni metafisiche - Obiezioni e risposte - I princìpi della filosofia.
- 12. Pascal, Pensieri - Le provinciali.
- 13. Locke, Saggio sull'intelligenza umana.
- 14. Spinoza, Trattato teologico-politico - Etica.
- 15. Leibniz, vol. I, Monadologia e Discorso di metafisica - Nuovi saggi sull'intelletto umano - L'armonia delle lingue.
- 16. Vico, Princìpi di scienza nuova.
- 17. Voltaire, Dizionario filosofico - Candido - Zadig.
- 18. Hume, Trattato sulla natura umana - Ricerca sull'intelletto umano - Ricerca sui principi della morale.
- 19. Rousseau, vol. I, Le confessioni.
- 20. Kant, vol. I, Critica della ragion pura - Critica della ragion pratica - Critica del giudizio.
- 21. Hegel, vol. I, Enciclopedia delle scienze filosofiche in compendio.
- 22. Hegel, vol. II, Filosofia della storia universale - Scritti politici.
- 23. Schopenhauer, vol. I, Il mondo come volontà e rappresentazione.
- 24. Kierkegaard, vol. I, Aut-Aut - Timore e tremore - La malattia mortale - Don Giovanni.
- 25. Nietzsche, Così parlò Zarathustra - Umano, troppo umano I - II.
- 26. Husserl, Idee per una fenomenologia pura e per una filosofia fenomenologica.
- 27. Wittgenstein, vol. I, Tractatus logico-philosophicus - Quaderni 1914-1916 - Osservazioni filosofiche.
- 28. Heidegger, vol. I, Essere e tempo.
- 29. Marcuse, L'uomo a una dimensione - Eros e civiltà - L'autorità e la famiglia - Saggio sulla liberazione.
- 30. Popper, Logica della scoperta scientifica - Scienza e filosofia.
- 31. Kuhn, La rivoluzione copernicana - La struttura delle rivoluzioni scientifiche - La tensione essenziale e altri saggi.
- 32. Plotino, Enneadi.
- 33. Newton, Principi matematici della filosofia naturale.
- 34. Diderot, Scritti politici.
- 35. Galilei, vol. I, Trattato di fortificazione - Le Mecaniche - Sidereus Nuncius - Lettere copernicane - Il Saggiatore - Epistolario e altri trattati.
- 36. Galilei, vol. II, Dialogo sopra i due massimi sistemi del mondo - Discorso intorno a due nuove scienze.
- 37. Epicuro, Dottrina e testimonianze.
- 38. Machiavelli, Il principe - Discorsi sopra la prima Deca di Tito Livio - Dell'arte della guerra.
- 39. Copernico, Le rivoluzioni delle sfere celesti.
- 40. Fichte, vol. I, Scritti sulla dottrina della scienza.
- 41. Bruno, vol. II, Il triplice minimo e la misura - La monade, il numero e la figura - L'immenso e gli innumerevoli.
- 42. Comte, Corso di filosofia positiva.
- 43. Euclide, Gli elementi.
- 44. Bacone, Scritti filosofici.
- 45. Berkeley, Opere filosofiche.
- 46. Kant, vol. II, Scritti politici.
- 47. San Tommaso, vol. I, Somma contro i Gentili.
- 48. Poincaré, Scritti di fisica-matematica.
- 49. Leonardo, Scritti scelti.
- 50. Calvino, Istituzione della religione cristiana.
- 51. Tocqueville, La democrazia in America.
- 52. Mazzini, Scritti politici.
- 53. Peirce, Scritti scelti.
- 54. Lutero, Scritti religiosi.
- 55. Ricardo, vol. I, Principi di economia politica e dell'imposta.
- 56. Carnap, La costruzione logica del mondo - Pseudoproblemi nella filosofia.
- 57. Smith, vol. I, La ricchezza delle nazioni.
- 58. Jaspers, Filosofia.
- 59. Mill, Principi di economia politica.
- 60. Keynes, Teoria generale dell'occupazione, dell'interesse e della moneta.
- 61. Marx, vol. I, Il Capitale.
- 62. Marx, vol. II, Il Capitale.
- 63. Marx, vol. III, Il Capitale.
- 64. Cusano, La concordanza universale - La pace nella fede - Esame critico del Corano.
- 65. Pareto, Corso di economia politica.
- 66. Stoici, vol I, Zenone di Cizio - Cleante di Asso - Crisippo.
- 67. Stoici, vol. II, Testimonianze sulla stoa antica in generale.
- 68. Scettici antichi.
- 69. Malebranche, La ricerca della verità.
- 70. Hegel, vol. III, Lezioni sulla storia della filosofia - Lineamenti di filosofia del diritto.
- 71. Kant, vol. III, Lezioni di logica - Prolegomeni ad ogni futura metafisica - Fondazione della metafisica dei costumi.
- 72. Leibniz, vol. II, Scritti di logica.
- 73. Rousseau, vol. II, Il contratto sociale - Emilio - Scritti politici Vol. I.
- 74. Rousseau, vol. III, Scritti politici Vol. II - Scritti politici Vol. III.
- 75. Fichte, vol. II, Saggio di una critica di ogni rivelazione - La destinazione dell'uomo - Discorsi alla nazione tedesca.
- 76. Feyerabend, Dialoghi sulla conoscenza - Ambiguità e armonia. Lezioni trentine - Dialogo sul metodo - Ammazzando il tempo. Un'autobiografia.
- 77. Feuerbach, L'essenza del cristianesimo - Essenza della religione - Spiritualismo e materialismo.
- 78. Schopenhauer, vol. II, La Volontà della natura - La libertà del volere umano - Il fondamento della morale.
- 79. Schelling, Criticismo e idealismo - Sistema dell'idealismo trascendentale - Lezioni monachesi sulla storia della filosofia moderna.
- 80. Habermas, vol. I, Etica del discorso - Il discorso filosofico della modernità - Il pensiero post-metafisico.
- 81. Presocratici, vol. I, Testimonianze e frammenti.
- 82. Presocratici, vol. II, Testimonianze e frammenti.
- 83. Saussure, Manoscritti di Harvard - Corso di linguistica generale.
- 84. Brentano, La psicologia dal punto di vista empirico.
- 85. Diogene Laerzio, Vite dei filosofi.
- 86. Testi Buddisti.
- 87. Ricardo, vol. II, Note a Malthus - Saggi e Note.
- 88. Platone, vol. III, Minosse, Leggi, Epinomide, Lettere, Definizioni, Dialoghi spuri.
- 89. Testi Taoisti.
- 90. Weber, Sociologia della religione.
- 91. Freud, vol. I, La seduzione sessuale infantile - Introduzione al narcisismo - Al di là del principio di piacere - Psicologia delle masse e analisi dell'Io - Compendio di psicanalisi.
- 92. Tommaso, vol. II, Vizi capitali - De vitiis capitalibus.
- 93. Tommaso, vol. III, Il male e la libertà.
- 94. Darwin, L'origine delle specie.
- 95. Smith, vol. II, Teoria dei sentimenti morali.
- 96. Montesquieu, Lo spirito delle leggi.
- 97. Montesquieu, vol. II, Lo spirito delle leggi (vol. II) - Considerazioni sulle cause della grandezza dei Romani e della loro decadenza.
- 98. Jung, Tipi psicologici.
- 99. Kierkegaard, vol. II, La ripetizione - Prefazioni - Diario.
- 100. Guglielmo da Ockham, Il filosofo e la politica - La spada e lo scettro.
- 101. Schopenhauer, vol. III, Sulla quadruplice radice del principio di ragion sufficiente - Colloqui - O si pensa o si crede.
- 102. Boncinelli, Il cervello, la mente e l'anima - Genoma: il grande libro dell'uomo.
- 103. Barrow, Da zero a infinito - I numeri dell'universo.
- 104. Heidegger, vol. II , L'essenza della verità - Contributi alla filosofia.
- 105. Fromm, Anatomia della distruttività umana - Avere o essere?.
- 106. Heidegger, vol. III, Segnavia.
- 107. Lorenz, vol. I, Natura e destino - Il declino dell'uomo.
- 108. Gödel, Opere.
- 109. Freud, vol. II, Tre saggi sulla teoria sessuale - Contributi alla psicologia della vita amorosa - Psicopatologia della vita quotidiana - Il motto di spirito.
- 110. Dawkins, Il gene egoista - L'orologiaio cieco.
- 111. Davies, Dio e la nuova fisica - La mente di Dio.
- 112. Cavalli-Sforza, Chi siamo - La storia della diversità umana - La scienza della felicità - Ragioni e valori della nostra vita.
- 113. Lorenz, vol. II, L'altra faccia dello specchio - Gli otto peccati capitali della nostra civiltà.
- 114. Wittgenstein, vol. II, Libro blu e Libro marrone - Della certezza - Causa ed effetto - Lezioni sulla libertà del volere.
- 115. Wittgenstein, vol. III, Ricerche filosofiche - Osservazioni sui colori - Esperienza privata e dati di senso.
- 116. Adorno, Metafisica - Teoria estetica.
- 117. Foucault, Sorvegliare e punire - Il discorso, la storia, la verità.
- 118. Lacan, Il seminario libro VII. L'etica della psicoanalisi 1959-1960-Il seminario libro X. L'angoscia 1962-1963.
- 119. Einstein, Relatività: esposizione divulgativa - L'evoluzione della fisica.
- 120. Habermas, vol. II, Storia e critica dell'opinione pubblica - Teoria della morale.
- 121. Arendt, Le origini del totalitarismo.
- 122. Erasmo, vol. II, Scritti religiosi e morali.
- 123. Bacone, vol. II, Novum Organum - Uomo e natura - Scritti filosofici.
- 124. Derrida, La scrittura e la differenza - Margini della filosofia.
- 125. Wittgenstein, vol. IV, The Big Typescript.
- 126. Heisenberg, Mutamenti nelle basi della scienza - Fisica e oltre - Pensare in formule.
- 127. Storia del pensiero cinese, Dalle origini allo "studio del Mistero" (Vol. I) - Dall'introduzione del buddhismo alla formazione del pensiero moderno (Vol. II).

## I Classici della Storia
- 1. Andrea Carandini, La nascita di Roma.
- 2. Martin Gilbert, La grande storia della seconda guerra mondiale.
- 3. Georges Lefebvre, Napoleone.
- 4. Jacques Le Goff, La civiltà dell'Occidente medievale.
- 5. Stuart Woolf, Il risorgimento italiano.
- 6. Domenico Musti, Storia greca.
- 7. Richard Bosworth, L'Italia di Mussolini.
- 8. Steven Runciman, Storia delle Crociate, vol. I.
- 9. Steven Runciman, Storia delle Crociate, vol. II.
- 10. Luciano Canfora, Giulio Cesare.
- 11. Eugenio Garin, Umanesimo e rinascimento.
- 12. François Furet, La rivoluzione francese.
- 13. Santo Mazzarino, L’impero romano.
- 14. Nicolas Grimal, Storia dell’antico Egitto.
- 15. Renzo De Felice, Mussolini il Rivoluzionario: 1883-1920.
- 16. Marc Bloch, La società feudale.
- 17. Martin Gilbert, La grande storia della prima guerra mondiale.
- 18. Edward Gibbon, Decadenza e caduta dell'Impero romano, vol. I.
- 19. Edward Gibbon, Decadenza e caduta dell'Impero romano, vol. II.
- 20. Edward Gibbon, Decadenza e caduta dell'Impero romano, vol. III.
- 21. Lucy Riall, Garibaldi.
- 22. Raul Hilberg, La distruzione degli ebrei d'Europa, vol. I.
- 23. Raul Hilberg, La distruzione degli ebrei d'Europa, vol. II.
- 24. Fernand Braudel, Civiltà e imperi del Mediterraneo nell'età di Filippo II, vol. I.
- 25. Fernand Braudel, Civiltà e imperi del Mediterraneo nell'età di Filippo II, vol. II.
- 26. Valerio Castronovo, Cur., L'età della Rivoluzione Industriale.
- 27. Georgij Aleksandrovič Ostrogorskij, Storia dell'impero bizantino.
- 28. Raimondo Luraghi, Storia della guerra civile americana, vol. I.
- 29. Raimondo Luraghi, Storia della guerra civile americana, vol. II.
- 30. A. B. Bosworth, Alessandro Magno. L'uomo e il suo impero.
- 31. Aldo Albònico, Giuseppe Bellini, Cur., Nuovo Mondo. Gli Spagnoli. 1493-1609.
- 32. William Shirer, Storia del Terzo Reich, vol. I.
- 33. William Shirer, Storia del Terzo Reich, vol. II.
- 34. Vito Bianchi, Gengis Khan e Marco Polo.
- 35. Stanley Karnow, Storia della guerra del Vietnam.
- 36. Dieter Hägermann, Carlo Magno.
- 37. Roland Bainton, Lutero e la riforma protestante.
- 38. Mario Sabattini, Paolo Santangelo, Storia della Cina.
- 39. Peter Brown, La formazione dell'Europa cristiana.
- 40. Giovanni Sabbatucci, Vittorio Vidotto, Cur., Storia d'Italia. La Repubblica 1943-1963.
- 41. John Elliott, Imperi dell’Atlantico.
- 42. Christopher Bayly, La nascita del mondo moderno (1780-1914).
- 43. Michelguglielmo Torri, Storia dell’India.
- 44. Mario Liverani, Antico Oriente.
- 45. Franco Marenco, Cur., Nuovo mondo. Gli inglesi, 1496-1640.
- 46. Ovidio Capitani, Storia dell'Italia medievale, 410-1216.
- 47. Francis Conte, Gli slavi. Le civiltà dell'Europa centrale.
- 48. Rosario Romeo, Vita di Cavour.
- 49. Ulrich Haarmann, Cur., Storia del mondo arabo.
- 50. William H. Prescott, La conquista del Messico.
- 51. Angelo Del Boca, Cur., Le guerre coloniali del fascismo.
- 52. Pietro Costa, La civiltà liberale.
- 53. Marino Berengo, L’Europa delle città.
- 54. Isabel de Madariaga, Caterina di Russia.
- 55. Jože Pirjevec, Le guerre jugoslave.
- 56. Yogesh Chandha, Gandhi. Il rivoluzionario disarmato.
- 57. Paolo Collo, Pier Luigi Crovetto, Cur., Nuovo mondo. Gli Italiani. 1492-1565.
- 58. Enzo Collotti, Storia delle due Germanie: 1945-1968. Vol. I.
- 59. Enzo Collotti, Storia delle due Germanie: 1945-1968. Vol. II.
- 60. John Reader, Africa.
- 61. Karl Brandi, Carlo V.
- 62. Tony Judt, Dopoguerra.
- 63. Christopher Seton-Watson, L'Italia dal liberalismo al fascismo: 1870-1925.
- 64. Guido Clemente, Filippo Coarelli, Emilio Gabba, Cur., Storia di Roma. La Repubblica Imperiale.
- 65. Gherardo Ortalli, Cur., Storia d'Europa III. Il Medioevo - Secoli V-XV.
- 66. Mario Sabattini, Maurizio Scarpari, Cur., La Cina. II. L'età imperiale dai tre regni ai Qing.
- 67. Andrea Del Col, L'Inquisizione in Italia. Dal XII al XXI secolo.
- 68. Robert Dallek, JFK.
- 69. Cécile Morrisson, Cur., Mondo bizantino Vol. I - L'Impero romano d'Oriente.
- 70. Jean-Claude Cheynet, Cur., Mondo bizantino Vol. II - L'Impero bizantino.
- 71. Mario Sabattini, Maurizio Scarpari, Cur., La Cina. III. Verso la modernità.
- 72. Max Gallo, Re Sole.
- 73. Arnaldo Momigliano, Aldo Schiavone, Cur., Storia di Roma 3. Età tardoantica.
- 74. Angelo Del Boca, Gli italiani in Libia.
- 75. Karl Ferdinand Werner, Nascita della nobiltà.
- 76. Gilbert Dagron, Costantinopoli. Nascita di una capitale (330-451).
- 77. Donald Kagan, La guerra del Peloponneso.
- 78. Jean Bottéro, Samuel Noah Kramer, Uomini e dei della Mesopotamia. Alle origini della mitologia.
- 79. Maurice Aymard, Cur., Storia d'Europa IV. L'età Moderna - Sec. XVI-XVIII.
- 80. Paul Bairock, Eric J.Hobsbawm, Cur., Storia d'Europa V. L'età contemporanea (secc. XIX-XX). Vol. I.
- 81. Paul Bairock, Eric J.Hobsbawm, Cur., Storia d'Europa V. L'età contemporanea (secc. XIX-XX). Vol. II.
- 82. Aldo Alessandro Mola, Giolitti. Lo statista della nuova Italia.
- 83. Paul Veyne, L'impero greco romano. Le radici del mondo globale.
- 84. Antony Beevor, La guerra civile spagnola.
- 85. Franco Venturi, Settecento riformatore. La caduta dell'Antico Regime. Vol. I.
- 86. Franco Venturi, Settecento riformatore. La caduta dell'Antico Regime. Vol. II.
- 87. Alistair Horne, La guerra d’Algeria.
- 88. Denis Mack Smith, I Savoia re d'Italia.
- 89. Winston Churchill, La seconda guerra mondiale. Da guerra a guerra - Guerra in sordina.
- 90. Winston Churchill, La seconda guerra mondiale. Il crollo della Francia - Isolati.
- 91. Winston Churchill, La seconda guerra mondiale. La Germania punta a oriente - La guerra investe l'America.
- 92. Winston Churchill, La seconda guerra mondiale. Il Giappone all'attacco - La battaglia d'Africa.
- 93. Winston Churchill, La seconda guerra mondiale. La campagna d'Italia - Da Roma a Teheran.
- 94. Winston Churchill, La seconda guerra mondiale. L'onda della vittoria - La cortina di ferro.
- 95. Philip Short, Mao.
- 96. Robert J. W. Evans, La monarchia asburgica 1550-1700.
- 97. Gregory Hanlon, Storia dell'Italia moderna 1550-1800.
- 98. Robert K. Massie, Pietro il Grande.
- 99. Horst Möller, La Germania. 1763-1815.
- 100. Silvio Pons, Storia del comunismo.
- 101. Furio Diaz, L'Europa tra illuminismo e rivoluzione.
- 102. Samuel Eliot Morison, Cristoforo Colombo. Ammiraglio del mare Oceano.
- 103. Franco Venturi, Settecento riformatore. Da Muratori a Beccaria.
- 104. Fernand Braudel, Il mondo attuale.
- 105. Piero Craveri, De Gasperi.
- 106. Ferdinand Gregorovius, Storia della città di Roma nel Medioevo. Vol. I.
- 107. Ferdinand Gregorovius, Storia della città di Roma nel Medioevo. Vol. II.
- 108. Ferdinand Gregorovius, Storia della città di Roma nel Medioevo. Vol. III.
- 109. Mark Mazower, L’impero di Hitler.
- 110. Dominic Lieven, La tragedia di Napoleone in Russia. 1807-1814: la fine del sogno imperiale.

## I Classici della Poesia
- 1. Federico García Lorca.
- 2. Salvatore Quasimodo.
- 3. Shakespeare e I poeti elisabettiani.
- 4. Arthur Rimbaud.
- 5. Orazio.
- 6. Giacomo Leopardi.
- 7. Paul Celan, vol I.
- 8. Paul Celan, vol II.
- 9. Walt Whitman.
- 10. Omero, vol. I.
- 11. Cesare Pavese.
- 12. Marziale.
- 13. Ezra Pound, vol I.
- 14. Ezra Pound, vol. II.
- 15. Ovidio.
- 16. Dante, vol. I.
- 17. Dante, vol. II.
- 18. Dante, vol. III.
- 19. Paul Verlaine, vol. I.
- 20. Paul Verlaine, vol. II.
- 21. Omero, vol. II.
- 22. Giovanni Pascoli, vol. I.
- 23. Giovanni Pascoli, vol. II.
- 24. Boris Pasternak.
- 25. Petrarca.
- 26. Gabriele D'Annunzio, vol. I.
- 27. Gabriele D'Annunzio, vol. II.
- 28. Antonio Machado, vol. I.
- 29. Antonio Machado, vol. II.
- 30. Eugenio Montale.
- 31. Mario Luzi, vol. I.
- 32. Mario Luzi, vol. II.
- 33. Mario Luzi, vol. III.
- 34. Rainer Maria Rilke, vol. I.
- 35. Rainer Maria Rilke, vol. II.
- 36. Friedrich Hölderlin, vol. I.
- 37. Friedrich Hölderlin, vol. II.
- 38. Friedrich Hölderlin, vol. III.
- 39. Giuseppe Gioacchino Belli.
- 40. Umberto Saba, vol. I.
- 41. Umberto Saba, vol. II.
- 42. Guido Gozzano.
- 43. Luigi Pulci, vol. I.
- 44. Luigi Pulci, vol. II.
- 45. Giosuè Carducci.
- 46. Giorgio Caproni, vol. I.
- 47. Giorgio Caproni, vol. II.
- 48. Charles Baudelaire.
- 49. Ludovico Ariosto, vol. I.
- 50. Ludovico Ariosto, vol. II.
- 51. Ludovico Ariosto, vol. III.
- 52. Giuseppe Parini.
- 53. Torquato Tasso, vol. I.
- 54. Torquato Tasso, vol. II.
- 55. Poliziano.
- 56. Ted Hughes, vol. I.
- 57. Ted Hughes, vol. II.
- 58. La poesia lirica del Duecento.
- 59. Opere scelte di Giovan Battista Marino e dei marinisti. Marino, vol. I.
- 60. Opere scelte di Giovan Battista Marino e dei marinisti. I marinisti, vol. II.
- 61. Ugo Foscolo.
- 62. Rimatori del 200 e 300.
- 63. Alessandro Manzoni.
- 64. William Butler Yeats, vol. I.
- 65. William Butler Yeats, vol. II.
- 66. Gabriello Chiabrera.